# John M. Snowden
John Maugridge Snowden (ur. 13 stycznia 1776 w Filadelfii, zm. 3 kwietnia 1845) – amerykański polityk. Sprawował urząd burmistrza Pittsburgha w latach 1825–1828.

## Życiorys
Jego ojciec był bohaterem podczas wojny, został uwięziony przez brytyjskie siły i zmarł w ich więzieniu. Jego matka była głównym doradcą generała Waszyngtona podczas jego kampanii. W 1811 r. Snowden zajął się drukarstwem. W końcu otworzył swoją gazetę „Pittsburgh Mercury”. Jak jego poprzednik jako burmistrz Pittsburgha (John Darragh) skorzystał ze swojego stanowiska jako prezes banku w Pittsburghu, aby został burmistrzem tego miasta.
Był zarządcą finansowym w hrabstwie Allegheny zanim został wybrany na burmistrza Pittsburgha w 1825. Był nim aż do 1828.

## Upamiętnienie
Allegheny County’s community Snowden (część obecnych dni South Park Township) zostało nazwane od jego nazwiska.